# Liste des quartiers de Perpignan
Cet article détaille les différents quartiers de la ville de Perpignan, en région Occitanie, dans le département des Pyrénées-Orientales.

## Quartiers
Quartiers du Centre
Perpignan étant une ancienne ville fortifiée, son hyper-centre est très étendu. Il est composé pour la majeure partie de maisons de l'époque typique catalane de trois à cinq étages par endroits, et peintes avec un enduit lisse aux couleurs chaudes (orange, jaune ou bordeaux). Les toits sont constitués essentiellement de tuiles rouges typiques de la région, hormis pour certains bâtiments de style haussmannien, fréquents dans la « nouvelle ville » (boulevard Clemenceau et quartier de la gare). Les quartiers proches de la gare sont en voie de réhabilitation, notamment grâce à l'arrivée du TGV.
Au début du XXe siècle, Perpignan connaît un boom démographique et à cause de la circulation automobile, la ville se sépare de ses remparts qui encerclaient la ville, laissant de grands terrains à bâtir et créant les boulevards dit « de ceinture » qui dessinent schématiquement un hexagone autour du centre ancien. Sur ces boulevards, des immeubles de styles variés (du style haussmannien à l'architecture contemporaine), comprenant quatre à sept étages, ont été construits. Des bâtiments beaucoup plus récents s'y sont ajoutés, notamment autour de l'Espace Méditerranée, ou sont en construction.

Vue panoramique de la place de la République, le 29 juillet 2008. C'est une place piétonne située au cœur de la vieille ville. À droite, on aperçoit le théâtre municipal.

Quartiers du Nord

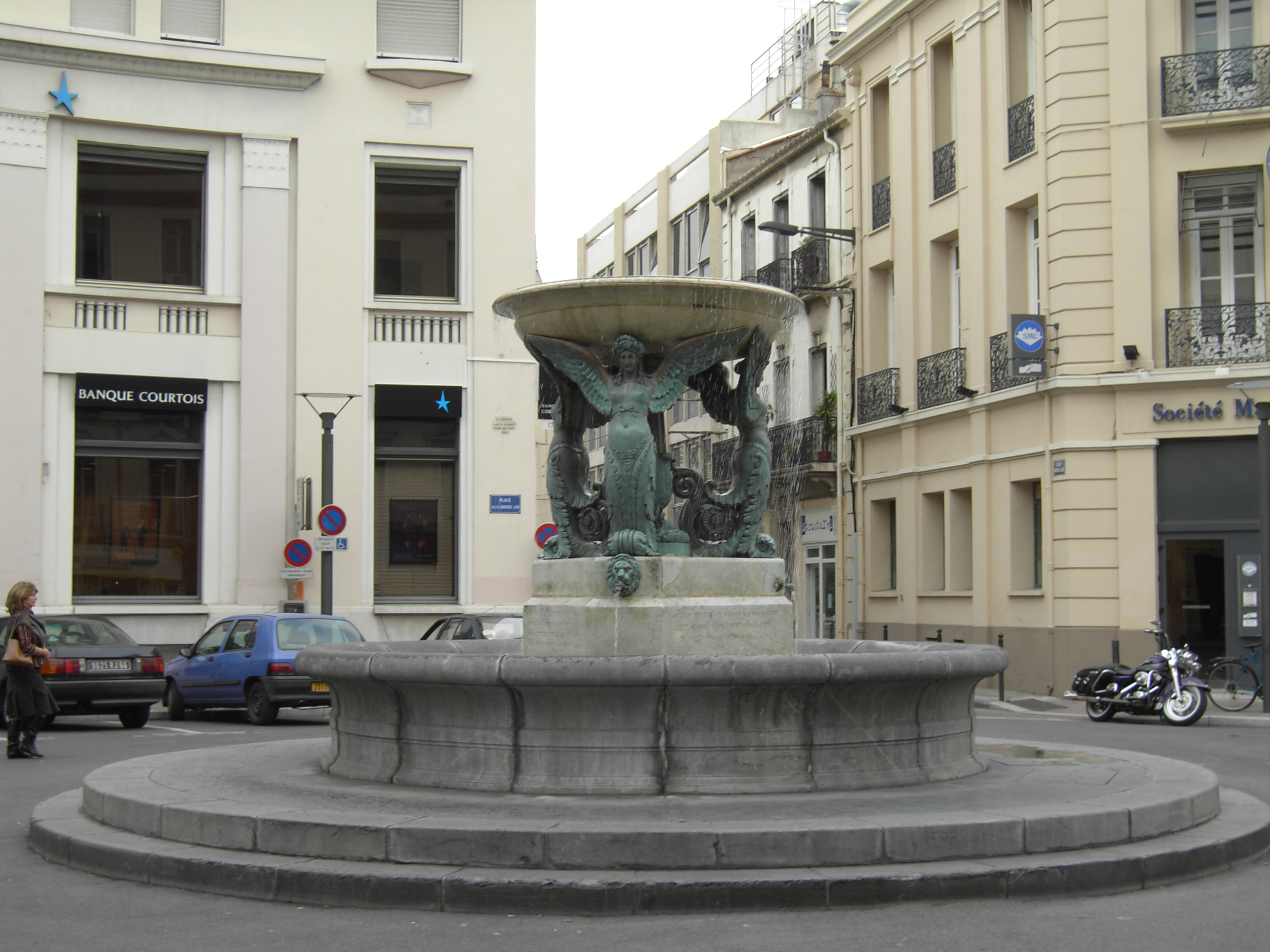
Fontaine de la place Bardou Job située en centre-ville.

Le Vernet, découpé en trois quartiers Bas-, Moyen- et Haut-Vernet) compose la partie nord de la ville, séparée du centre-ville par le fleuve la Têt. L'avenue du Maréchal Joffre, sa principale artère (ancienne nationale 9 avant la construction de la Pénétrante Nord) est par son style, le prolongement du centre-ville (grand boulevard et immeubles hauts). De nombreuses maisons et appartements ont vu le jour autour de cet axe.
Quartiers de l'Est
À l'est de la ville, hormis les quartiers résidentiels de Les Coves et Clos Banet, s'étendent de grands terrains agricoles, et notamment les Jardins de Saint Jacques qui, depuis le Moyen-âge, fournissent la ville en produits maraîchers. On y trouve aussi le quartier Château Roussillon sur le territoire duquel se trouve le site de l'oppidum romain de Ruscino, à l'origine de la ville.
Quartiers du Sud
Les quartiers au sud du centre, sont caractérisés par sa « Ville nouvelle du Moulin à Vent », quartier de Perpignan construit en 1962  et qui a servi par la suite à loger les rapatriés de la guerre d'Algérie. Ce quartier, agrémenté de nombreux espaces verts, est composé d'immeubles anciens de quatre à six étages ainsi que de tours de neuf à douze étages. Ils épousent la colline sur laquelle il a été construit. Le quartier fut, par ailleurs, qualifié de ville nouvelle, car il possédait tous les services que possède une ville, comme la poste, une mairie annexe, des écoles maternelles, primaires, secondaires ainsi que l'université de Perpignan Via Domitia de 10 000 étudiants, une cité universitaire, des logements étudiants, le parc des sports, et le technopôle Tecnosud. C'est un des seuls grands ensembles en France qui a fonctionné comme l'espéraient ses concepteurs.
Au sud-ouest, les quartiers Porte d'Espagne, Catalunya et Saint-Charles constituent également le point de départ des axes desservant l'ouest et le sud du département : la RD 900 (ex RN 9) et accès à l'autoroute A9 vers l'Espagne, l'avenue d'Argelès vers la ville du même nom (voie rapide RD 914, ex RN 114), et enfin la RN 116 vers Prades et l'Andorre. Cette partie de l'agglomération joue un rôle clef dans le dynamisme de l'économie de la cité, notamment grâce au marché international Saint-Charles et sa plate-forme de marchandises dont les flux sont dirigés vers l'Espagne et le Nord de la France grâce au transport combiné camions-trains et à l'autoroute ferroviaire Perpignan-Luxembourg. En outre, le quartier Porte d'Espagne est une importante zone commerciale qui regroupe un grand nombre de magasins.
Liste des quartiers de Perpignan
- Château-Roussillon (Castell Rosselló)
- Saint-Jean (Sant Joan)
- Saint-Jacques (Sant Jaume) (classé quartier d'intérêt national à partir de 2015[9])
- Saint-Mathieu (Sant Mateu)
- La Réal
- Saint-Gaudérique (Sant Galdric)
- Haut-Vernet (Alt Vernet)
- Bas-Vernet (Baix Vernet), regroupant 3 quartiers : Bas-Vernet-Clodion, Torcatis et Joffre Pont rouge (classé 6e quartier le plus pauvre de France en 2017)[10]
- Moyen-Vernet (Vernet mitjà)
- Mailloles (Malloles)
- Moulin-à-Vent (Molí de Vent), classé patrimoine du XXe siècle[11],[12]
- La gare (l'Estació), classé patrimoine du XXe siècle[11]
- Quartier des Remparts Nord, classé patrimoine du XXe siècle[11]
- Quartier des Remparts Sud, classé patrimoine du XXe siècle[11]
- Saint-Assiscle (Sant Aciscle)
- Parc Ducup (Parc Ducup)
- Les Jardins Saint-Jacques (Els jardins de Sant Jaume)
- Clos Banet (Clos Benet)
- Porte d'Espagne (Porta d'Espanya)
- Catalunya (Catalunya)
- Saint-Charles (Sant Carles)
- Les Coves (ancienne graphie Las Cobas) (Les Coves)
- Les Lloberes (Les Lloberes)
- Saint-Martin (Sant Martí)
- Square-Platanes (Els Plàtans)

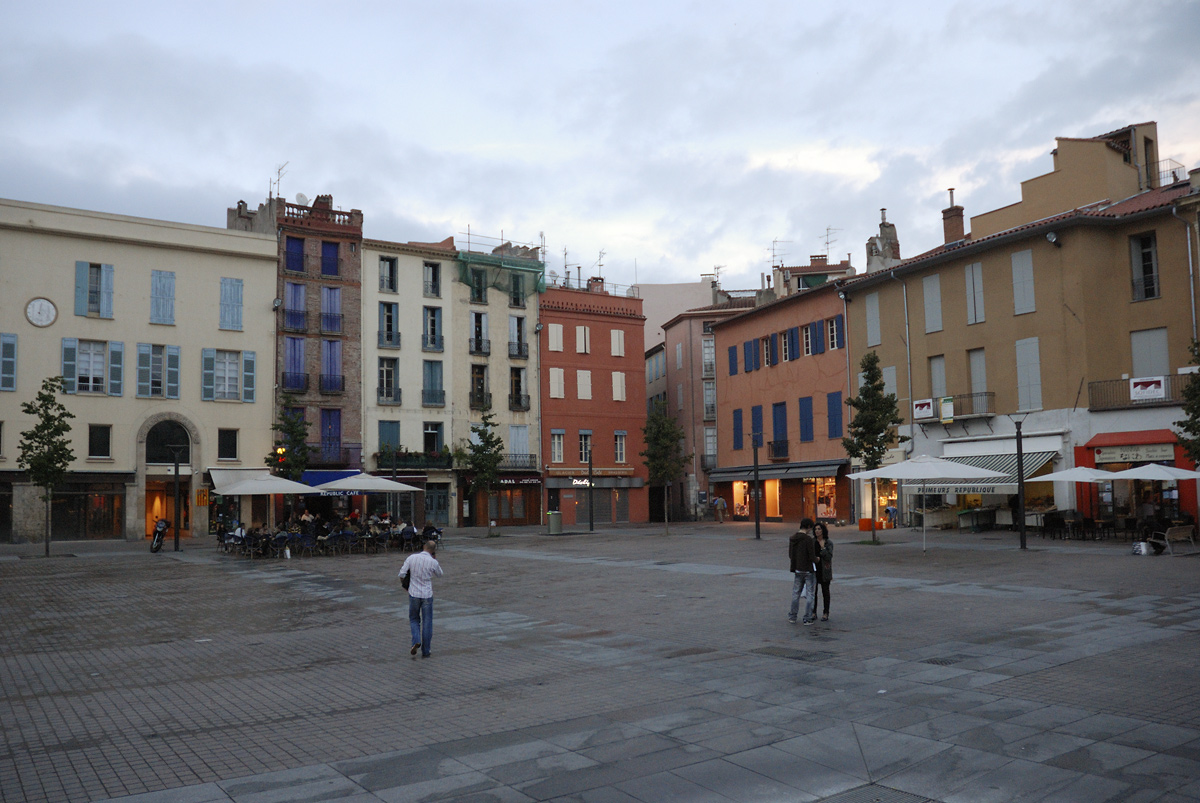
Place de la République.
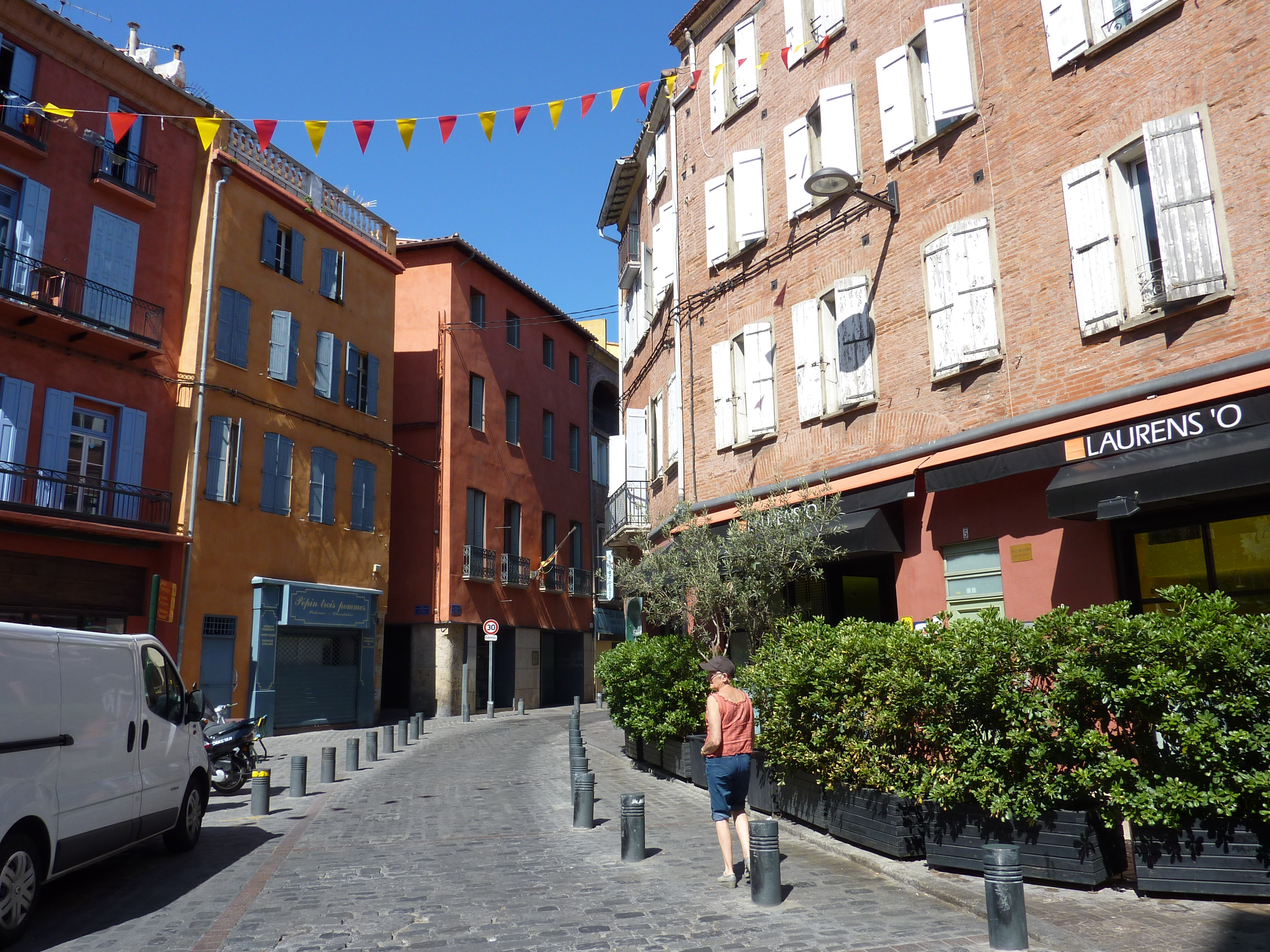
Rue de la Fusterie.
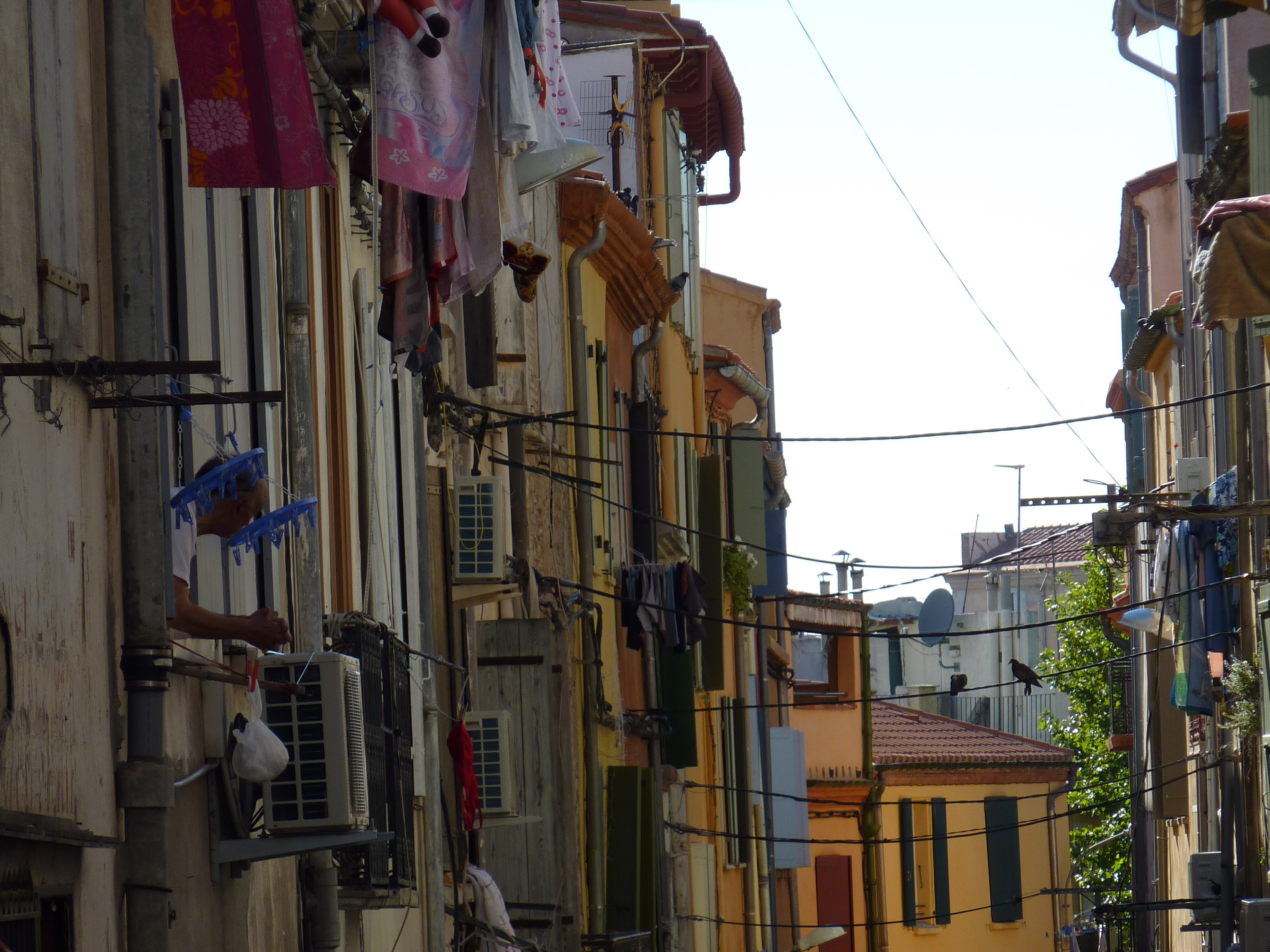
Rue dans un quartier populaire (entre la cathédrale et l'église Saint-Jacques).
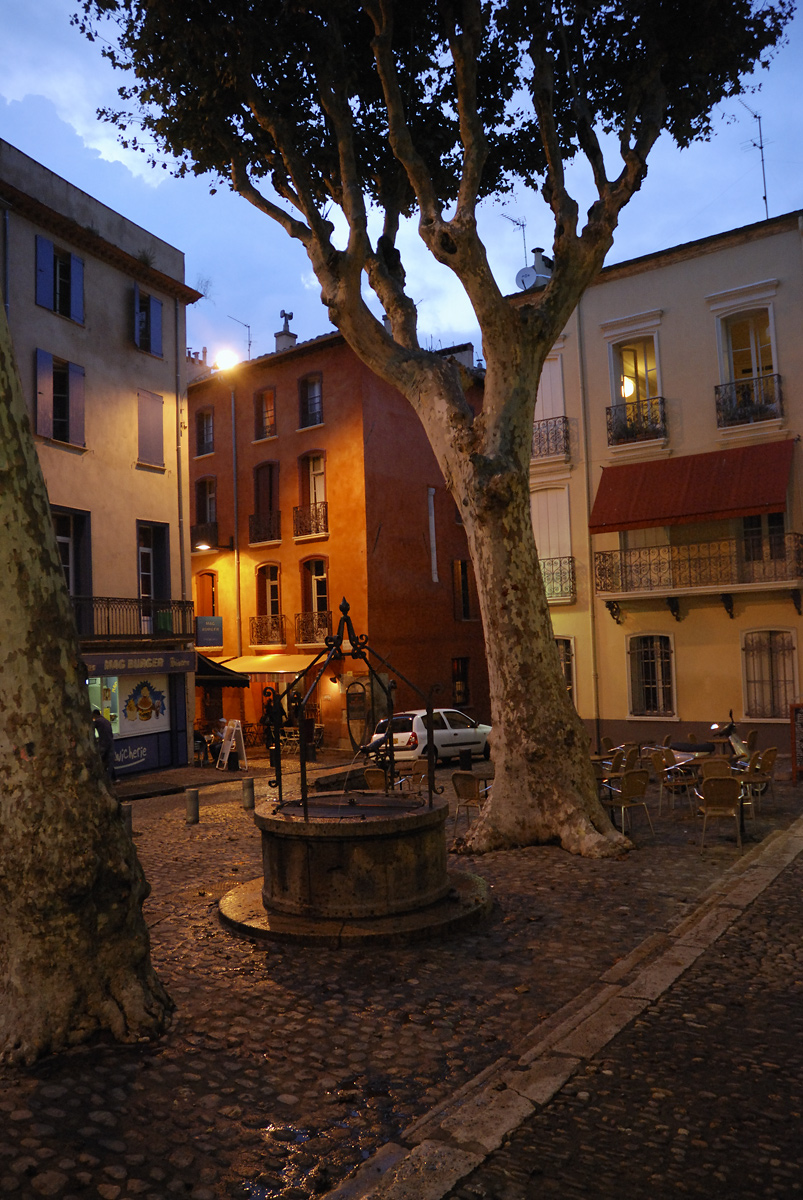
Place de la Révolution Française.
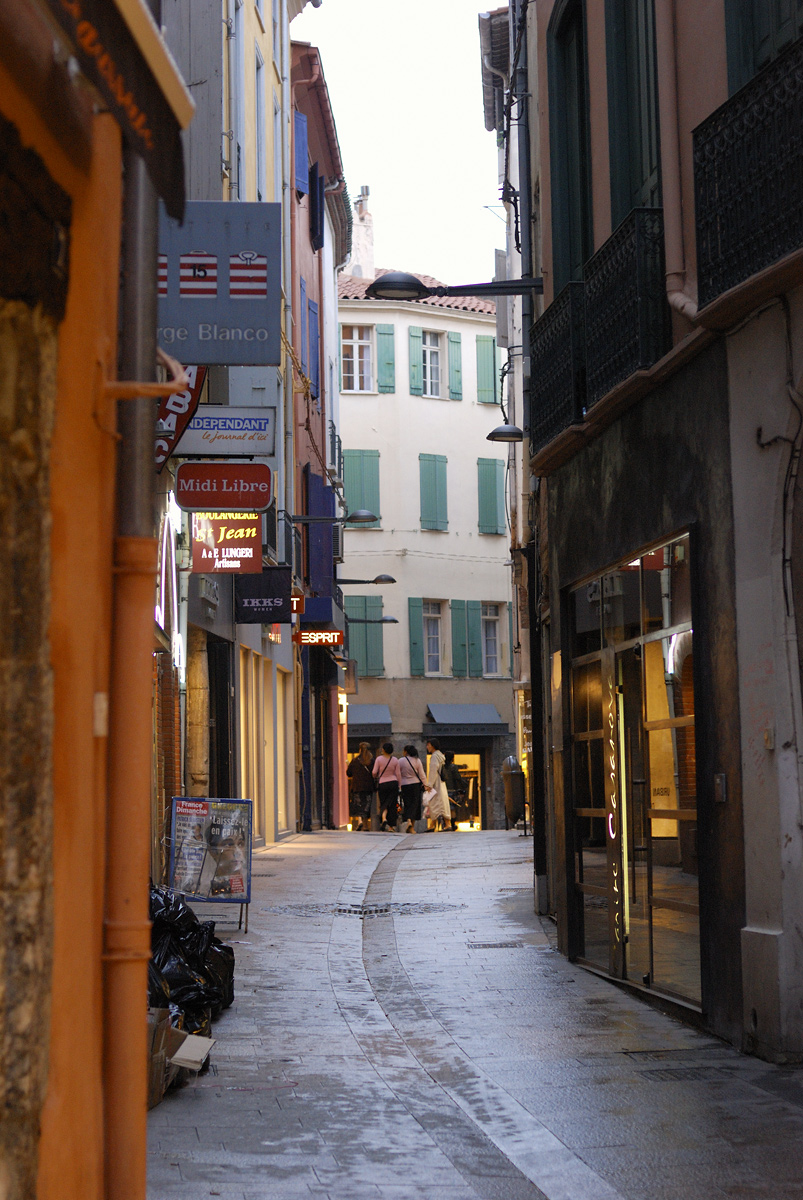
Ruelle du centre-ville.